# East Bridgewater
East Bridgewater est une ville du Comté de Middlesex dans l'état du Massachusetts.
Elle a été incorporée en 1823.
Sa population était de 11 645 habitants en 2020.